# Amroha
Amroha är en stad i den indiska delstaten Uttar Pradesh och är den administrativa huvudorten för distriktet Amroha. Staden ligger 211 m ö.h. och hade 198 471 invånare vid folkräkningen 2011.